# Kanto (motorfiets)
Kanto is een historisch merk van motorfietsen.
De bedrijfsnaam was Kanto Motorcycle Company, Hamamatsu.
Dit was een Japans fabriekje dat gedurende een korte periode (van 1957 tot 1960) 123 cc tweetaktjes produceerde.